# Hagerstown (Maryland)
Hagerstown es una ciudad ubicada en el condado de Washington, Maryland. En 2000, la ciudad tenía una población de 36.687 habitantes. Es la sede del Condado de Washington. Se encuentra en el extremo del Área metropolitana de Washington-Baltimore.
Es una ciudad encrucijada debido al alto número de vías que la atraviesan. Entre ellas las Interestatales 81 y 70, y las nacionales 11 y 40. La ciudad es servida por el Aeropuerto regional de Hagerstown. Es ciudad gemela con Wesel, en Alemania.

## Demografía

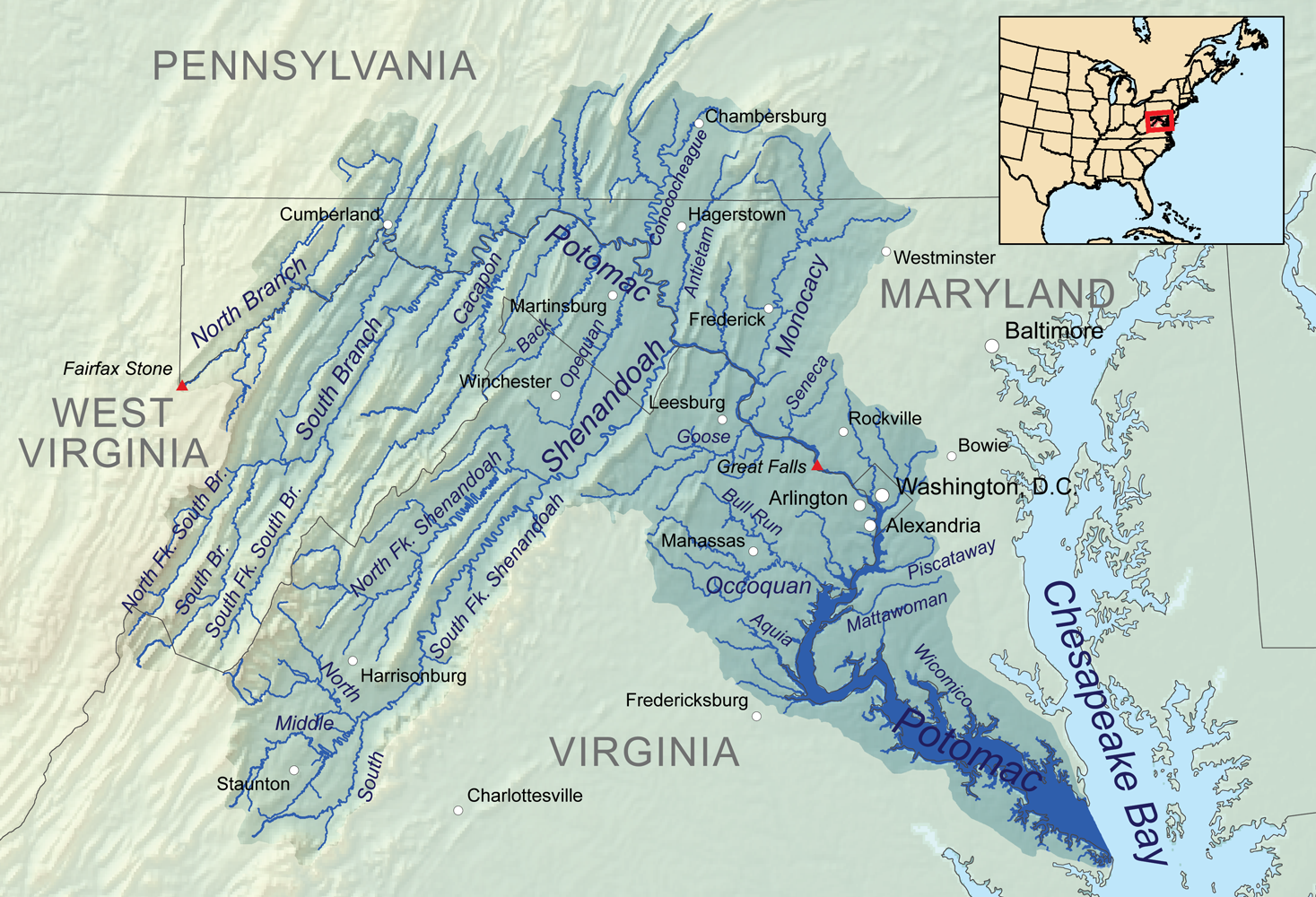
Mapa del río Potomac en el que sale —arriba— Hagerstown

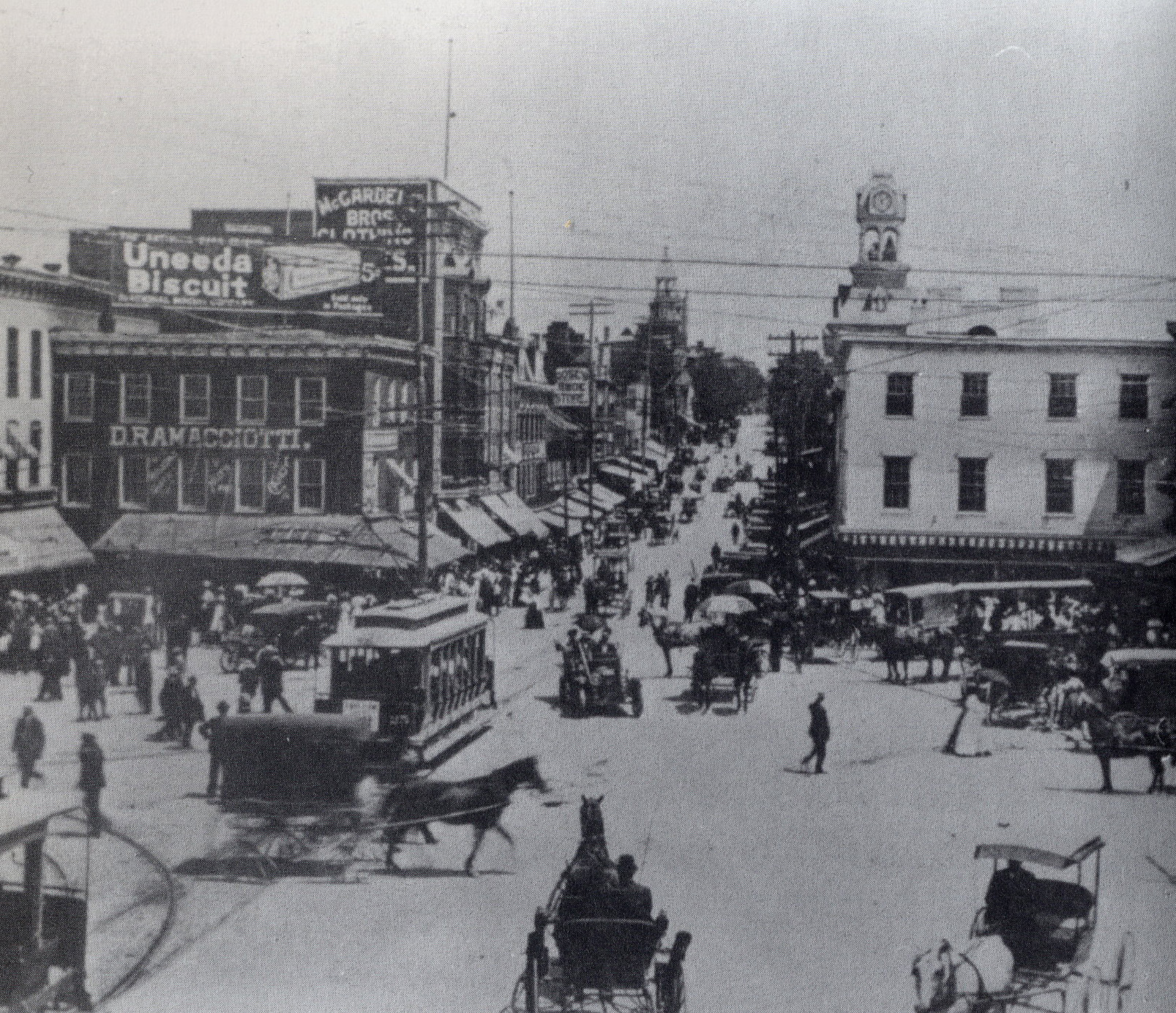
Downtown Hagerstown circa 1900

Según el censo de 2000, la ciudad cuenta con 36.687 habitantes, 15 849 hogares y 9.081 familias residentes. La densidad de población es de 1.328,8 hab/km² (3.441,5 hab/mi²). Hay 17.089 unidades habitacionales con una densidad promedio de 619,0 u.a./km² (1.603,1 u.a./mi²). La composición racial de la población de la ciudad es 85,95% blanca, 10,15% afrodescendiente, 0,25% nativa americana, 0,96% asiática, 0,04% de las islas del Pacífico, 0,83% de otros orígenes y 1,83% de dos o más razas. El 1,77% de la población es de origen hispano o latino cualquiera sea su raza de origen.
De los 15.849 hogares, en el 29,5% de ellos viven menores de edad, 36,8% están formados por parejas casadas que viven juntas, 15,9% son llevados por una mujer sin esposo presente y 42,7% no son familias. El 35,4% de todos los hogares están formados por una sola persona y 12,9% de ellos incluyen a una persona de más de 65 años. El promedio de habitantes por hogar es de 2,26 y el tamaño promedio de las familias es de 2,93 personas.
El 25,6% de la población de la ciudad tiene menos de 18 años, el 9,0% tiene entre 18 y 24 años, el 31,0% tiene entre 25 y 44 años, el 20,1% tiene entre 45 y 64 años y el 14,3% tiene más de 65 años de edad. La mediana de la edad es de 35 años. Por cada 100 mujeres hay 87,8 hombres y por cada 100 mujeres de más de 18 años hay 83,6 hombres.
La renta media de un hogar de la ciudad es de $30.796, y la renta media de una familia es de $38.149. Los hombres ganan en promedio $31.200 contra $22.549 para las mujeres. La renta per cápita en la ciudad es de $17.153. 18,1% de la población y 15,1% de las familias tienen entradas por debajo del nivel de pobreza. De la población total bajo el nivel de pobreza, el 27,0% son menores de 18 y el 13,7% son mayores de 65 años.

## Historia

### Fundación
Hagerstown fue fundada en 1762 por Jonathan Hager, quien también sembró las bases para la división en 1776 del Condado de Frederick y la creación del Condado de Washington y de su sede.

### Guerra civil
En 1864, Hagerstown fue invadida pro las tropas confederadas y la ciudad debió pagar un rescate para evitar ser destruida.

### Ferrocarriles
Gran cantidad de líneas de tren servían a Hagerstown. Fue el centro del Ferrocarril del oeste de Maryland, de Ferrocarriles de Pensilvania, Ferrocarriles de Baltimore y Ohio, etc.

### Pequeño Heiskell
Uno de los símbolos más significativos de la ciudad es la veleta conocida como el "Pequeño Heiskell" que representa a un soldado marchando con fusil y bayoneta. Su nombre es el del artesano que la construyó en 1796, estuvo en el mercado hasta 1824 cuando fue desplazada hacia la alcaldía. Durante la guerra civil recibió un disparo. La veleta original se encuentra actualmente en el Museo del Condado de Washington y en la alcaldía funciona una réplica exacta. 